# Волосово (Волховский район)
Во́лосово — деревня в Потанинском сельском поселении Волховского района Ленинградской области.

## История
На карте Санкт-Петербургской губернии Ф. Ф. Шуберта 1834 года упоминается деревня Волосова, состоящая из 40 крестьянских дворов.

ВОЛОСОВО — деревня принадлежит Казённому ведомству, число жителей по ревизии: 128 м. п., 130 ж. п. (1838 год)

Деревня Волосова из 40 дворов отмечена на карте Ф. Ф. Шуберта 1844 года.

ВОЛОСОВО — деревня Ведомства государственного имущества, по просёлочной дороге, число дворов — 55, число душ — 138 м. п. (1856 год)

ВОЛОСОВО — деревня казённая при реке Салме, число дворов — 56, число жителей: 131 м. п., 132 ж. п. (1862 год)

Согласно карте из «Исторического атласа Санкт-Петербургской Губернии» 1863 года деревня называлась Волосова.
Согласно епархиальным сведениям 1899 года деревня относилась к приходу Покровской церкви в селе Шолтоло.
В конце XIX — начале XX века деревня административно относилась к Шахновской волости 3-го стана Новоладожского уезда Санкт-Петербургской губернии.
С 1917 по 1923 год деревня входила в состав Волосовского сельсовета Шахновской волости Новоладожского уезда.
С 1923 года в составе Пашской волости Волховского уезда.
С 1927 года в составе Пашского района.
По данным 1933 года деревня Волосово являлась административным центром Волосовского сельсовета Пашского района Ленинградской области, в который входили 4 населённых пункта: деревни Волосово, Горка, Гуринов Остров, Спирово, общее население которого составляло 867 человек.
По данным 1936 года в состав Волосовского сельсовета входили 4 населённых пункта, 137 хозяйств и 2 колхоза.

Деревня Волосово на карте 1940 года

С 1955 года в составе Новоладожского района.
С 1960 года в составе Манихинского сельсовета.
В 1961 году население деревни составляло 143 человека.
С 1963 года в составе Волховского района.
По данным 1966 и 1973 годов деревня Волосово также входила в состав Манихинского сельсовета.
По данным 1990 года деревня деревня Волосово входила в состав Потанинского сельсовета.
В 1997 году в деревне Волосово Потанинской волости проживали 55 человек, в 2002 году — 45 человек (все русские).
В 2007 году в деревне Волосово Потанинского СП — 59.

## География
Деревня расположена в северо-восточной части района на автодороге Р21 (E 105) «Кола» (Санкт-Петербург — Петрозаводск — Мурманск).
Расстояние до административного центра поселения — 8 км.
В 1 км к югу от деревни находится железнодорожная платформа Сидорово на линии Волховстрой I — Лодейное Поле.
К югу от деревни протекает река Салма.

## Демография
| 1862 | 2002 | 2007 | 2010 | 2017 |
| ---- | ---- | ---- | ---- | ---- |
| 263  | ↘45  | ↗59  | ↘35  | ↗46  |

### Национальный состав
Согласно данным Всероссийской переписи населения 2021 года в деревне проживали 39 человек, из них:
 русские — 29, таджики — 9, молдаване — 1 человек.